# Zbludza (potok)
Zbludza, Zbludzka Rzeka – potok, lewy dopływ Kamienicy Gorczańskiej o długości 8,75 km i powierzchni zlewni 18,13 km²}.
Źródła potoku znajdują się na północno-zachodnich stokach Modyni, na wysokości ok. 790 m n.p.m. Zasilany jest też potokami spływającymi spod Przełęczy Słopnickiej. W górnej części płynie doliną pomiędzy Modynią a grzbietem Słopnickiej Przełęczy, niżej pomiędzy Modynią a Zbludzkimi Wierchami. W tej części spływa stromo, tworząc głęboko wcięte w łupki Beskidu Wyspowego koryto z progami skalnymi i baniorami. Wzdłuż niego poprowadzono drogę z Limanowej do Kamienicy. W dolnej części przepływa przez rozległe, zabudowane i mało strome obszary miejscowości Zbludza i w miejscowości Kamienica uchodzi do Kamienicy.
W dolinie Zbludzy znajdują się 3 miejscowości: w górnym biegu Zalesie, w środkowym Zbludza, w dolnym Kamienica. Łączy je droga biegnąca wzdłuż potoku Zbludza.